# James Reynolds
Harold Warner Reynolds, semplicemente conosciuto come James Reynolds, o anche col soprannome Jimmy (Syracuse, 22 ottobre 1891 – Bellagio, 21 luglio 1957), è stato uno scrittore, pittore, illustratore, scenografo e costumista statunitense.

## Biografia
Harold Warner Reynolds noto anche come James nasce il 22 ottobre 1891 a Syracuse da una famiglia di origini irlandesi, figlio di John JW Reynolds e Carrie Sophia Eldredge. Ha iniziato la sua carriera come disegnatore di Broadway nel 1919, per musical, operette e riviste, tra cui le edizioni 1921-1923 di Ziegfeld Follies e Dearest Enemy (1925). Fu anche coinvolto in una serie di opere non musicali, tra cui These Charming People (1925), The Royal Family (1927) e Coming of Age (1934).
Reynolds abbandonò l'attività di designer negli anni '30 per dedicarsi a tempo pieno al disegno e alla pittura, firmando le proprie opere con le iniziali di nome e cognome e una stella (J.R.☆). Scrittore lo divenne tardi nella sua vita (a cinquant'anni) e i suoi argomenti erano ampi spaziando dai fantasmi, ai viaggi europei, alla architettura palladiana ed i cavalli, di cui quest'ultimi ne era anche un grande appassionato ed esperto.
Tra le sue numerose opere pubblicate includono Wing Commander Paddy Finucane A Memoir (1942); A World of Horses (1950); Ghosts in American Houses (1955) e molti altri titoli. Morì al Grand Hotel Villa Serbelloni di Bellagio, località turistica sul Lago di Como dove trascorreva le sue vacanze estive da vent'anni, colpito da ictus cerebrale il 21 luglio 1957. Fu sepolto nel Cimitero Comunale di Bellagio.

## Opere
- Paddy Finucane A Memoir, (1942)
- A World of Horses, (1947)
- Ghosts in Irish Houses, (1947)
- Andrea Palladio, (1948)
- Gallery of Ghosts, (1949)
- Baroque Splendour, (1950)
- The Grand Wide Way, A Novel, (1951)
- Maeve the Huntress, A Novel, (1952)
- James Reynolds’ Ireland, (1953)
- Pageant of Italy, (1954)
- Fabulous Spain, (1955)
- Sovereign Britain, (1955)
- Ghosts in American Houses, (1955)
- More Ghosts in Irish Houses, (1956)
- Panorama of Austria, (1957)

### Annotazioni
1. ↑  Quando James Reynolds morì a Bellagio nel 1957 ci fu una certa confusione sul suo passato: il suo luogo di nascita è stato indicato da diverse fonti in New York, Virginia e Irlanda. È stato spesso confuso con l'illustratore di nome James Warren Reynolds di 618 N142d St a New York e nato il 22 ottobre 1894 a Warrenton in Virginia, con James Walter Reynolds (1884-1956), illustratore di riviste pulp o anche con James Elliott Reynolds (1926-2010), raffinato pittore d'arte del Vecchio West.

### Fonti
1. 1 2   Irish at Heart: On the Trail of James Reynolds, Horseman, Artist, Author, Folklorist, su odonohoearchive.com, 19 giugno 2021.
2. ↑   JAMES REYNOLDS, AUTHOR, ARTIST; Writer of Books on Ghosts, Illustrated by Himself, Dies --Was Stage Designer, su nytimes.com, 19 giugno 2021.
3. ↑   JAMES REYNOLDS (1884-1956), su pulpartists.com, 3 luglio 2021.
4. ↑   These Charming People, su ibdb.com, 21 giugno 2021.
5. ↑   La vendetta di Barbalupo, su letteraturacapracottese.com, 19 giugno 2021.
6. ↑   AUTHOR James Reynolds, su it.scribd.com, 19 giugno 2021.
7. ↑   James Reynolds, su it.findagrave.com, 19 giugno 2021.